# لقمه‌ماهی جاوه
لقمه‌ماهی جاوه (نام علمی: Urolophus javanicus) نام یک گونه از سرده دم‌تاجی‌ها است.